# Синтип
В биологической номенклатуре синтип — любой из двух или более биологических типов, перечисленных в описании таксона, где голотип не был обозначен. Точные определения этого и связанных с ним терминов для видов были установлены в рамках Международного кодекса зоологической номенклатуры и Международного кодекса номенклатуры водорослей, грибов и растений.

## В зоологии
В зоологической номенклатуре синтип определяется как «каждый экземпляр типового ряда (q.v.) из которого не обозначен ни голотип, ни лектотип [ст. 72.1.2, 73.2, 74]. Синтипы в совокупности образуют именоносный тип». (Глоссарий зоологического Кодекса).
Исторически синтипы часто прямо обозначались как таковые, и это поныне остается требованием МКЗН (статья 72.3), но современные попытки опубликовать описания видов или подвидов, основанные на синтипах, обычно не одобряются практикующими систематиками, и большинство из них постепенно заменяются лектотипами. Те, которые все ещё существуют, все ещё считаются типами, носящими имена. Лектотип может быть обозначен из числа синтипов, сводя другие образцы к статусу паралектотипа. Они больше не являются носящими имя типами, хотя, если лектотип утрачен или уничтожен, обычно предпочтительнее использовать паралектотип в качестве замены (неотип). Если обнаруживается, что образцы в синтипном ряду принадлежат к разным таксонам, это может вызвать номенклатурную нестабильность, поскольку номинальные виды могут интерпретироваться по-разному.

## В ботанике
В ботанической номенклатуре синтип может быть сделан в описании вида или внутривидового таксона. Он определяется как «любой образец, упомянутый в протологе, когда нет голотипа, или любой из двух или более образцов, одновременно обозначенных как типы». (арт. 9.5).